# Polistes mysteriosus
Polistes mysteriosus är en getingart som beskrevs av Joseph Charles Bequaert 1938.
Polistes mysteriosus ingår i släktet pappersgetingar och familjen getingar. Inga underarter finns listade i Catalogue of Life.